# Schizoculina fissipara
Espèce
Statut CITES
Schizoculina fissipara est une espèce de coraux appartenant à la famille des Oculinidae.